# Elyas Bouzaiene
Elyas Bouzaiene, född 8 september 1997 i Flemingsberg, är en svensk fotbollsspelare som spelar för Espérance de Tunis.

## Karriär
Bouzaienes moderklubb är Kristianstads FF. Han inledde sin seniorkarriär 2016 i division 6-klubben Viby IF. Därefter spelade Bouzaiene fyra säsonger med Ifö/Bromölla IF i Division 2 och Division 3.
Inför säsongen 2021 återvände Bouzaiene till Kristianstad FC. I januari 2022 värvades han av Ettan Södra-klubben Lunds BK. I juni 2022 värvades Bouzaiene av Degerfors IF, där han skrev på ett 2,5-årskontrakt. Bouzaiene gjorde allsvensk debut den 23 juli 2022 i en 2–1-förlust mot Mjällby AIF, där han blev inbytt i den 62:a minuten mot Anton Kralj.
I juni 2024 värvades Bouzaiene av Västerås SK, där han skrev på ett 1,5-årskontrakt. I december 2024 värvades Bouzaiene av tunisiska Espérance de Tunis, där han skrev på ett 2,5-årskontrakt.